# Biwong-Bane
Pour les articles homonymes, voir Biwong.
Biwong-Bane est une commune du Cameroun située dans la région du Sud et le département de la Mvila.

## Population
Lors du recensement de 2005, la commune comptait 13 151 habitants, dont 802 pour Biwong-Bane proprement dit.

## Structure administrative de la commune
Outre Biwong-Bane proprement dit, la commune comprend les villages suivants :
- Abiete-Bene
- Adjap Mvog Eda
- Adjap-Fong
- Adjap-Menyié
- Akiae
- Ating-Bané
- Ebemewomen
- Ebong - Ayissi
- Efoumoulou Nselek
- Engongom
- Kama
- Ma'anemenyin
- Melangue
- Melangue III
- Metet
- Minkane
- Ndzom-Bané
- Ngoazip I
- Ngoazip II
- Ngoékélé
- Nkoémvone
- Nkol Amougou
- Nkolenkeng
- Nkolonyié
- Nyep-Bané
- Obang I
- Ofoumbi
- Oveng Fong
- Oveng-Bané
- Yem Mvog Mba